# (11249) Etna
(11249) Etna (1971 FD) – planetoida z pasa głównego asteroid okrążająca Słońce w ciągu 7,89 lat w średniej odległości 3,96 j.a. Odkryta 24 marca 1971 roku. Nazwa planetoidy pochodzi od nazwy wulkanu na Sycylii.